# Periphyllus caesium
Periphyllus caesium är en insektsart som beskrevs av Chakrabarti och Saha 1987. Periphyllus caesium ingår i släktet Periphyllus och familjen långrörsbladlöss. Inga underarter finns listade i Catalogue of Life.